# Wxsted
Adrián López Flores (Puebla de Zaragoza, Puebla, México, 13 de junio de 1999), conocido como Wxsted o DJ Siniestro 99, es un rapero y Productor discográfico mexicano, que ha fusionado el Memphis Rap y sus elementos con música mexicana, lo cual lo ha destacado como el principal pionero del Phonk en México, y Latinoamérica, Acuñando a este movimiento como Mexa Evil Shyt, lo que le ha atraído cierto reconocimiento internacional en países como Rusia y Polonia, donde se concentra la mayor parte de su audiencia.

## Discografía

### Wxsted
- Versos Malignos (2019)
- Poblano Malvado (EP) (2019)
- Hasta La Morgue (2019)
- ДЕМОНИК (EP) (2019)
- El Poder De La Calaca (2022)
- Versos Malignos: Vol, 2. (2022)

### DJ Siniestro 99
- Phonk Da Mex (2019)
- Clasicos-222 (2019)
- Instrumentales 1999 Vol, 1. (2019)
- Panico, Terror y Drogas (2019)
- DEMONIACO: THE DEATH TAPE (2019)
- Cruisin´ in Puebla (2019)
- Carteleros: Remixes (2019)
- Terrorist Playa (2019)
- Mexa Sinista: Tumbando el Set Vol, 1. (2020)
- Instrumentales 1999 Vol, 2. (2020)
- Mexa Phonk Clicka Mixxx Pt. 1 (2020)
- Instrumentales 1999 Vol, 3. (2020)
- Step Insto This Mass - Letal Sinista Edit (Single) (2020)
- Instrumentales 1999 Vol, 4. (2022)